# Metagonia caudata
Metagonia caudata là một loài nhện trong họ Pholcidae. Loài này komt voor van Hoa Kỳ đến Belize.